# درختبيد (أبرشيوة)
درختبيد (بالفارسية: درختبید) هي قرية تقع في إيران في قسم أبرشيوة الريفي. يقدر عدد سكانها بـ 0 نسمة بحسب إحصاء 2016.